# レッドブル・RB15
レッドブル・RB15 (Red Bull RB15) は、レッドブル・レーシングが2019年のF1世界選手権参戦用に開発したフォーミュラ1カーである。

## 概要
2019年2月13日、特別カラーリングで初披露され、シルバーストン・サーキットでシェイクダウンを実施した。
本年からパワーユニット(以下PUと表記)がホンダに変更され、チーフテクニカルオフィサーのエイドリアン・ニューウェイがマシン製作の仕事に完全復帰した。
マシンの形状は基本的に前年のRB14を踏襲してはいるが、様々な部分に違いがみられた。ホンダPUに改まったことで、サイドポンツーン全体がコンパクトにまとめられた。サイドポッドも非常に小さく、かつ他チームのマシンよりも高い位置に設けられている。リアタイヤ前方のフロアの面積も大きくなっており、それによってリアサスペンションのプルロッドはフロアを盛り上げる様にして取り付けられた。フロントサスペンションでは、アッパーアームを前後で分割したマルチリンクサスペンションとした。また、PUの性能向上とセンタークーリングのため、インダクションポッド開口部面積をRB14より拡大している。

## 2019年シーズン

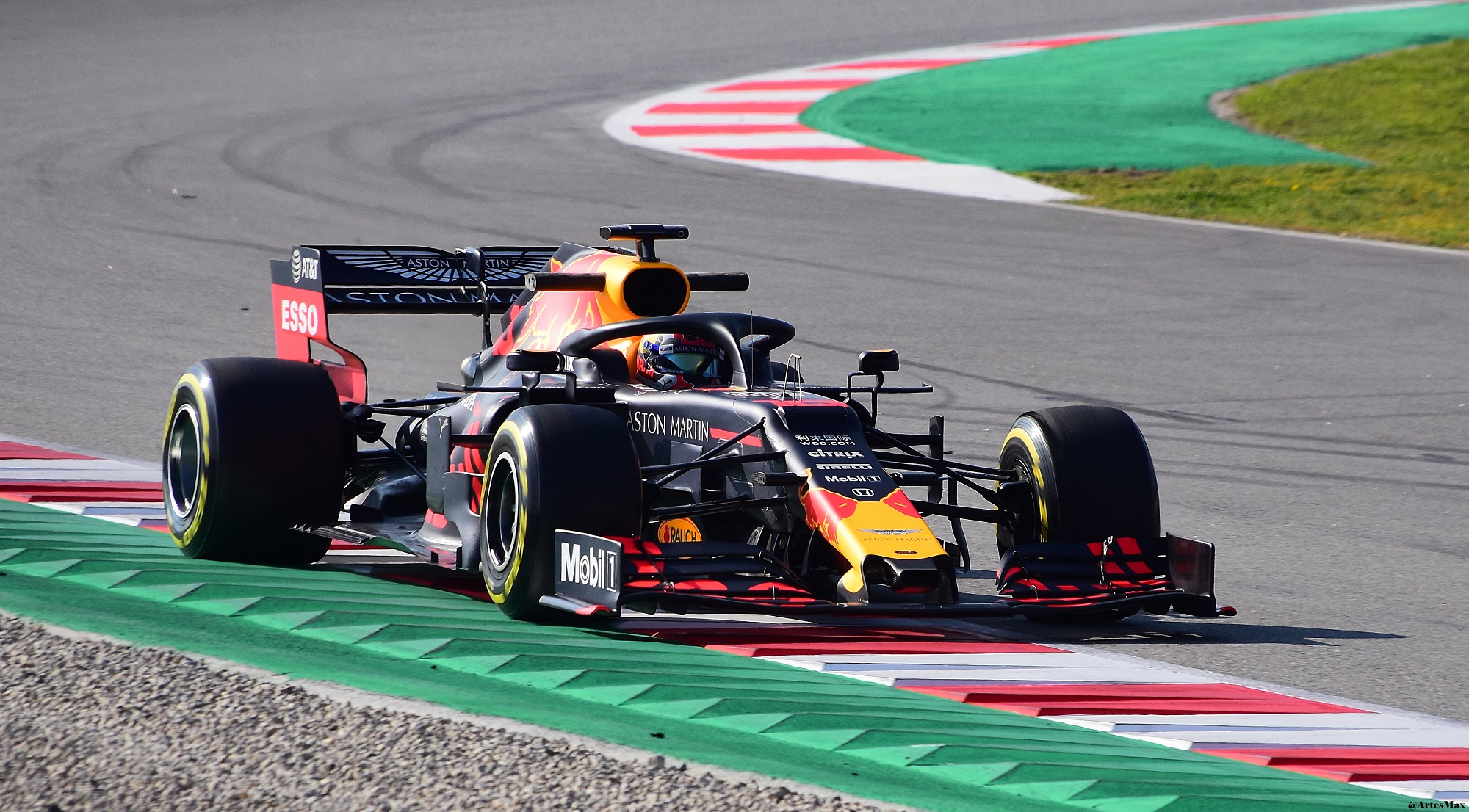
プレシーズンテストでのRB15（ドライバーはピエール・ガスリー）。後半戦はガスリーに代わり、アレクサンダー・アルボンがRB15を駆った。

ドライバーはマックス・フェルスタッペンが残留し、トロ・ロッソからピエール・ガスリーが昇格した。
プレシーズンテストではマシントラブルという点では重大なトラブルもなかったが、ガスリーが2度のクラッシュを起こしたことによりテスト計画に狂いが生じ、これがシーズン前半のセットアップの苦戦の要因となってしまった。
シーズン前半はメルセデスが他を圧倒する戦闘力を発揮する形でスタートした。開幕戦オーストラリアGPこそフェルスタッペンが3位表彰台を獲得したものの、ガスリーは予選戦略のミスでQ1敗退の17番手となってしまったうえに決勝でペースを上げられず11位完走で終わった。
フライアウェイの序盤3戦を通じて、シャシー性能の課題やセットアップの難しさが判明し、その理由としてはタイヤの規格変更と空力ルールの改訂の対応が上手くいっていないことが原因とした。また、それに絡んで、ダウンフォース不足も判明し、その対応に追われた。
それでも、フェルスタッペンは第2戦バーレーンGPから第8戦フランスGPまで入賞や数度の3位表彰台を獲得し、第6戦モナコGPではラップリーダーのルイス・ハミルトンを追い詰めたりしたが、前年のような特定のコースでの優位性を発揮するまでには至っておらず、苦戦気味であった。そのうえ、考慮すべき点はあるがガスリーの方はマシンとのマッチングに苦戦しメディアから度々更迭のうわさが出るほどであった。
そんななか、第8戦あたりでマシン開発が追いつき、フロントウィング周りをアップデートした第9戦オーストリアGPで結果を出すこととなった。フェルスタッペンがスタートに失敗したものの、レースで挽回。メルセデスが熱対策に失敗し苦戦するなか快走し、終盤フェラーリのシャルル・ルクレールとのバトルを制し、トップでチェッカーフラッグを受けた。この際、バトルが審議対象となったものの、お咎めなしとなり優勝が確定。この結果、フェルスタッペン及びレッドブルのホームグランプリでの2連覇、ホンダF1としては13年ぶり優勝を飾ることとなった。また、第11戦ドイツGPではミックスウェザーのレースとなり、メルセデス勢がその対応に失敗したことやフェラーリ勢の予選の不発も後押しした面もあるが、最後までミスをしなかったフロントロースタートのフェルスタッペンがレースを攻略し優勝。今季2勝目を飾った。また、第12戦ハンガリーGPではタイヤ戦略によりハミルトンの逆転勝利を許したものの、フェルスタッペンが自身初、チームとしては今季初、そしてF1の歴史上100人目のポールポジションを獲得。プレシーズンテスト時の取材でレッドブルの幹部であるヘルムート・マルコがコメントした「今季5勝」の達成の可能性を残してシーズン前半を終えた。
8月12日、第13戦ベルギーGPからアレクサンダー・アルボンがRB15のステアリングを握ることになる。ガスリーはトロ・ロッソに降格となった。そして、同GPだが、フェルスタッペンが序盤の接触により今季初のリタイア。レッドブルとして初レースとなったアルボンは、PU交換ペナルティにより後方スタートながらも5位入賞と幸先の良いスタートを切った。だが、PU交換のペナルティやセットアップの失敗、接触によるペースダウンなど外的要因に苦しんだ面もあったが、フェラーリが復調したことにより、マシンの地位が低下。アルボンは安定して入賞しチームの期待にこたえる形で気を吐いたが、フェルスタッペンは波に乗れず、トップ2に引き離されるレースが続く。そんななか、第9戦とレース環境に類似性のある第20戦ブラジルGPでフェルスタッペンが快走。今季2度目のポールポジションを獲得し、その勢いを維持して自身初となるポールトゥーウィンを達成。最終的にフェルスタッペンはメルセデス勢に次ぐドライバーズランキング3位の座を獲得することに成功し、シーズン5勝の目標達成はならなかったものの終盤でメルセデスに一矢報いて来季に期待を持たせた。

## スペック

### シャシー
- シャシー名：RB15
- シャシー構造：カーボンファイバー/ハニカムコンポジット複合構造モノコック
- ギアボックス：レッドブル・レーシング 縦置き8速＋リバース1速 油圧式パワーシフト&クラッチ･オペレーション
- ホイール：O・Z
- タイヤ：ピレリ
- サスペンション
  - フロント：アルミニウム合金製アップライト、カーボンファイバー製ダブルウィッシュボーン プッシュロッド式/プルロッド式スプリング、アンチロールバー&ダンパー プッシュロッド式スプリング
  - リア：アルミニウム合金製アップライト、カーボンファイバー製ダブルウィッシュボーン プッシュロッド式/プルロッド式スプリング、アンチロールバー&ダンパー プッシュロッド式スプリング
- ブレーキ：ブレンボ
- エレクトロニクス：MESL スタンダードECU / ホンダ・レーシング・ディベロップメント
- 燃料：エッソ・シナジー
- 重量：冷却水、潤滑油、ドライバーを含めて743kg

### エンジン
- エンジン名：ホンダ RA619H
- 気筒数・角度：V型6気筒・90度
- 排気量：1,600cc
- 最高回転数：15,000rpm(レギュレーションで規定)
- バルブ数：24

## 記録
- マックス・フェルスタッペン - 278点（ドライバーズランキング3位）、優勝3回、PP2回、FL3回
- ピエール・ガスリー - 63点、FL2回
  - 第12戦ハンガリーGPまで。トロ・ロッソ移籍後を含めると95点（同7位）
- アレクサンダー・アルボン - 76点
  - 第13戦ベルギーGP以降。レッドブル移籍前を含めると92点（同8位）

| 年   | No. | ドライバー       | 1   | 2   | 3   | 4   | 5   | 6   | 7   | 8   | 9   | 10  | 11  | 12  | 13  | 14  | 15  | 16  | 17  | 18  | 19  | 20  | 21  | ポイント | ランキング |
| 年   | No. | ドライバー       | AUS | BHR | CHN | AZE | ESP | MON | CAN | FRA | AUT | GBR | GER | HUN | BEL | ITA | SIN | RUS | JPN | MEX | USA | BRA | ABU | ポイント | ランキング |
| ---- | --- | ---------------- | --- | --- | --- | --- | --- | --- | --- | --- | --- | --- | --- | --- | --- | --- | --- | --- | --- | --- | --- | --- | --- | -------- | ---------- |
| 2019 | 33  | フェルスタッペン | 3   | 4   | 4   | 4   | 3   | 4   | 5   | 4   | 1   | 5   | 1   | 2   | Ret | 8   | 3   | 4   | Ret | 6   | 3   | 1   | 2   | 417      | 3位        |
| 2019 | 10  | ガスリー         | 11  | 8   | 6   | Ret | 6   | 5   | 8   | 10  | 7   | 4   | 14† | 6   |     |     |     |     |     |     |     |     |     | 417      | 3位        |
| 2019 | 23  | アルボン         |     |     |     |     |     |     |     |     |     |     |     |     | 5   | 6   | 6   | 5   | 4   | 5   | 5   | 14  | 6   | 417      | 3位        |

- 太字はポールポジション、斜字はファステストラップ（key）
- † 印はリタイアだが、90%以上の距離を走行したため規定により完走扱い。